# Spoorlijn aansluiting Lohe - Diepholz
De spoorlijn aansluiting Lohe - Diepholz is een Duitse spoorlijn in Nedersaksen en is als spoorlijn 1744 onder beheer van DB Netze. 

## Geschiedenis
Het traject werd door de Deutsche Reichsbahn in fases geopend:
- aansluiting Lohe - Harbergen-Staffhorst: 1 september 1922
- Harbergen-Staffhorst - Siedenburg: 15 november 1921
- Siedenburg - Sulingen: 1 augustus 1921
- Solingen - Wehrblick: 1 oktober 1921
- Wehrblick - Diepholz: 1 oktober 1923

Personenvervoer op het westelijke gedeelte tussen Sulingen en Diepholz werd opgeheven op 25 september 1966. Drie jaar later volgde ook het oostelijke gedeelte tussen de aansluiting Lohe en Sulingen. Eind 1997 is het traject tussen de aansluiting Lohe en Sulingen ook gesloten voor goederenvervoer en nadien opgebroken.

## Treindiensten
De lijn is alleen in gebruik voor goederenvervoer tussen Diepholz en Sulingen.

## Aansluitingen
In de volgende plaatsen is of was er een aansluiting op de volgende spoorlijnen:
aansluiting Lohe
DB 1743, spoorlijn tussen Nienburg en Rahden
Sulingen
DB 2982, spoorlijn tussen Bünde en Bassum
Diepholz
DB 2200, spoorlijn tussen Wanne-Eickel en Hamburg